# Asterope trimeni
Asterope trimeni is een vlinder uit de onderfamilie Biblidinae van de familie Nymphalidae. De wetenschappelijke naam van de soort is voor het eerst geldig gepubliceerd in 1899 door Per Olof Christopher Aurivillius.